# Яйценоскость
Яйценоскость — число яиц, получаемых за определённый период от сельскохозяйственной птицы. В первую очередь этот показатель относится к птицам яичных направлений домашних кур. Один из главных показателей, используемых в птицеводстве для определения продуктивности домашней птицы.
У яичных пород кур (таких, как леггорн) может достигать 371 штуки в год. У мясных значительно меньше — порядка 100—120. Не менее значим этот показатель и для индеек, а также водоплавающей птицы, хотя в таких случаях практически все полученные яйца отправляются на инкубацию, поскольку эти виды домашней птицы более целесообразно разводить для получения мяса. У большинства видов домашних птиц генетически заложена обратная зависимость (пропорциональность) между массой тела взрослой особи и яйценоскостью (плодовитостью). Кроме того, обратная зависимость существует между количеством отложенных яиц и средней массой отдельного экземпляра (чем меньше яиц, тем они крупнее). Прямо пропорциональная зависимость существует только между живой массой несушки и массой её яйца (более крупные птицы откладывают более крупные яйца).

## Физиология
Молодые куры обычно начинают откладывать яйца по достижении 75 % массы взрослой птицы, хотя значительное влияние оказывают и другие факторы (порода, месяц рождения, условия содержания). Наибольшей скороспелостью отличаются цыплята, появившиеся на свет в марте: так как в период их бурного роста дневное время суток интенсивно увеличивается, куры яичных пород, появившиеся на свет в феврале-марте, могут приступить к яйцекладке уже в возрасте 4,5 месяца. Цыплята, появившиеся на свет в конце весны или летом, растут в условиях сокращающегося светового дня, а потому они часто начинают нестись уже только на следующий год (использование искусственного освещения помогает решить эту проблему на птицефабриках). Куры мясо-яичных и мясных направлений начинают нестись позднее, в возрасте 6-7 месяцев.
Как и млекопитающие женского пола, куры-несушки появляются на свет с определённым количеством невозобновляемых яйцеклеток, которых обычно насчитывается порядка 4000. Это и является максимальным числом яиц, которые среднестатистическая курица может потенциально снести за всю жизнь. Однако чтобы полностью реализовать свой репродуктивный потенциал, несушке необходимо не менее 15 лет жизни, поскольку яйценоскость максимальна в первый год жизни, а затем ежегодно снижается на 15-20 % по сравнению с предыдущим годом. В науке известны случаи жизни домашних кур до 20 и более лет, однако в большинстве случаев после трёх лет жизни у несушки резко возрастает риск заболевания раком яичников. После пяти лет жизни рак яичников развивается у 40-45 % несушек.
Другим важным условием реализации высокой яйценоскости является поддержание светового дня на уровне не менее 14 часов в день при помощи искусственного освещения. Тогда куры будут нестись всё время, за исключением линьки, и не будут делать долгие перерывы зимой. Яйцо птицы формируется каждые 25 часов, поэтому в случае сокращения естественного светового дня она будет «пропускать» короткий световой день и нестись через день, после получения 14 часов света.
Хорошую несушку от плохой можно отличить по целому ряду физиологических признаков (яркий, хорошо развитый гребень; широкое лоно; быстрая линька).

## Рекорды яйценоскости
- В 1930 году курица породы леггорн по кличке Принцесса Тэ Каван снесла 361 яйцо за 364 дня.
- В результате официального эксперимента, который был проведён под руководством Гарольда В. Билера в Сельскохозяйственном колледже Университета штата Миссури, США, и закончился 29 августа 1979 года, курица породы белый леггорн, обозначенная как № 2988, снесла 371 яйцо за 364 дня[источник не указан 2308 дней].
- 25 февраля 1956 года курица по кличке Бланш породы леггорн отложила яйцо с двумя желтками и двойной скорлупой, масса которого составила 454 грамма.
- В июле 1971 года в США и, повторно, в августе 1977 года в СССР были получены яйца леггорнов с девятью желтками в каждом.
- В СССР на птицеферме колхоза «Совет» Зеленодольского района курица породы леггорн отложила огромное двойное яйцо. Оно имело две скорлупы, два белка и один желток внутри «вложенного» яйца[6].

## Список показателей сельского хозяйства и птицеводства
- Живая масса
- Сохранность молодняка и взрослых особей
- Масса яйца
- Половозрелость